# Microlicia baccharoides
Microlicia baccharoides är en tvåhjärtbladig växtart som beskrevs av Carl Friedrich Philipp von Martius, Franz von Paula Schrank och Charles Victor Naudin. Microlicia baccharoides ingår i släktet Microlicia och familjen Melastomataceae. Inga underarter finns listade i Catalogue of Life.